# Paul Leibküchler
Paul Heinrich Franz Leibküchler (*  11. Oktober 1873 in Berlin; † 1. Februar 1947 ebenda) war ein deutscher Bildhauer und Medailleur.

## Leben

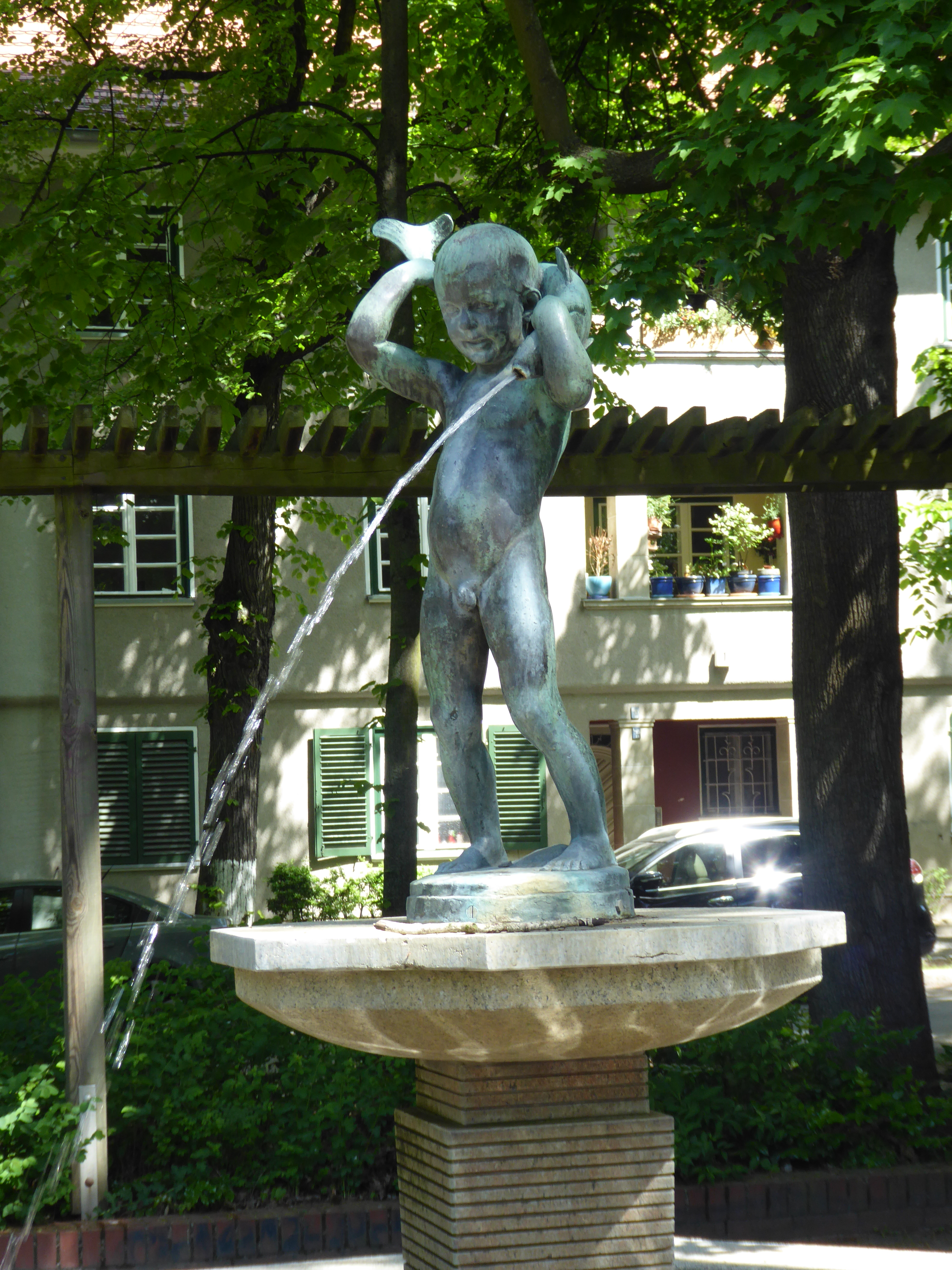
Knabe mit Fisch, Brunnen in Schmargendorf

Leibküchler studierte an der Berliner Kunstakademie und war in Berlin freischaffend tätig. Er schuf Brunnenfiguren wie den Knaben mit Fisch auf dem Brunnen am Kissinger Platz in Berlin-Schmargendorf, Bildnisbüsten wie die 1915  entstandenen Büsten von Paul von Hindenburg, Karl Helfferich und Rudolf Havenstein sowie Statuetten aus Bronze im Stil des Art déco, vielfach mit Abbildungen von Figuren aus der antiken  Mythologie wie Sisyphos, Diana oder Atlas, aber auch Tierfiguren wie den Schleichenden Panther. Die Bildgießereien Lauchhammer und Gladenbeck setzten viele Arbeiten Leibküchlers handwerklich um.